# Norton (Doncaster)
Norton è un paese della contea del South Yorkshire, in Inghilterra.